# Andrea Giordana
Andrea Giordana (* 27. März 1946 in Rom) ist ein italienischer Film- und Theaterschauspieler.

## Leben
Giordana stammt aus einer Künstlerfamilie. Er ist der Sohn von Marina Berti und Claudio Gora, welche ebenfalls beide beim Film und Theater tätig waren. In Deutschland wurde Giordana vor allem mit dem Film Django – Die Totengräber warten schon bekannt. Neben seiner Film- und Fernsehtätigkeit (wo er 1966 in einer Der-Graf-von-Monte-Christo-Adaption einen großen Erfolg feierte), wirkte Giordana als Bühnendarsteller sowie gelegentlich auch als Sänger; 1983 moderierte er das Sanremo-Festival. Ein Pseudonym Giordanas lautet Chip Corman, ein anderes Burt Nelson.
Bis weit ins neue Jahrtausend hinein trat er in Fernsehserien und Filmen auf.

## Filmografie (Auswahl)
- 1958: Herodes – Blut über Jerusalem (Erode il grande)
- 1961: Die Italienerin und die Liebe (Le italiani e l'amore)
- 1964: Keinen Cent für Ringos Kopf (Massacro al Grande Canyon)
- 1966: Der Graf von Monte Christo (Il conte di Montecristo) (Fernseh-Miniserie)
- 1967: Escondido (El Desperado)
- 1968: Django – Die Totengräber warten schon (Quella sporca storia nel west)
- 1968: Quanto costa morire
- 1971: Die Äneis (Eneide) (Fernseh-Miniserie)
- 1976: Sandokan – Der Tiger von Malaysia (Sandokan) (Fernseh-Miniserie)
- 1995: Jenseits der Angst (Il prezzo della vita) (Fernsehfilm)
- 2007: Krieg und Frieden (Guerra e pace) (Fernseh-Miniserie)
- 2009: Augustinus (Sant'Agostino) (Fernsehfilm)
- 2012: Ihr Name war Maria (Maria di Nazaret)